# Planès
Planès (em catalão:  Planès) é uma comuna francesa na região administrativa da Occitânia, no departamento dos Pirenéus Orientais. Estende-se por uma área de 14.24 km², com 53 habitantes, segundo o censo de 2018, com uma densidade de 3.7 hab/km².